# Cantó de Sant Bonet
El cantó de Sant Bonet és un cantó del departament francès dels Alts Alps, a la regió de Provença-Alps-Costa Blava. Està inclòs al districte de Gap i té 16 municipis. El cap cantonal és Sant Bonet.

## Municipis
- Ancela
- Boissard
- Chabòtas
- Las Còstas
- La Fara de Champsaur
- Forest-Sant Julian
- L'Aja
- La Mota de Champsaur
- Lo Noier
- Polinhí
- Sant Bonet
- Sant Esèbe de Champsaur
- Sant Jolian de Champsaur
- Sant Laurent
- Sant Lagier
- Sant Michèu

## Història
| Data d'elecció                           | Identitat            | Partit              | Qualitat |
| ---------------------------------------- | -------------------- | ------------------- | -------- |
| 1961-1967                                | M. Bardon            | centrista           |          |
| 1967-1973                                | Roger de Bardonnèche | centrista           |          |
| 1973-1979                                | M. Ariey             | UDR, després RPR    |          |
| 1979-1985                                | M. Davin             | PS                  |          |
| 1985-1992                                | Jean Para            | RPR                 |          |
| 1992-                                    | Jean-Yves Dusserre   | UDF-PR, després UMP |          |
| les dades anteriors no són pas conegudes |                      |                     |          |
|                                          |                      |                     |          |

## Demografia
| 1962  | 1968  | 1975  | 1982  | 1990  | 1999  | 2007  |
| ----- | ----- | ----- | ----- | ----- | ----- | ----- |
| 5.139 | 5.482 | 5.411 | 5.432 | 5.648 | 6.059 | 7.089 |